# Gerbathodes obscurata
Gerbathodes obscurata är en fjärilsart som beskrevs av W. Warren 1911. Gerbathodes obscurata ingår i släktet Gerbathodes och familjen nattflyn. Inga underarter finns listade i Catalogue of Life.